# 皮刺卫矛
皮刺卫矛（学名：Euonymus aculeatus），又名软刺卫矛，是卫矛科卫矛属的植物，是中国的特有植物。分布于中国大陆的贵州、湖北、四川等地，生长于海拔300米至2,000米的地区，多生于路旁林中以及水边岩石峭壁上，目前尚未由人工引种栽培。
种加词aculeatus源于拉丁语阳性名词aculeus，意为具针刺的。因蒴果具刺而得名。